# Jean-Charles Persil
Pour les articles homonymes, voir Persil (homonymie).
Jean-Charles Persil, né à Condom (Gers) le 13 octobre 1785 et mort à Antony (Seine) le 10 juillet 1870, est un homme politique français. Il fut ministre de la Justice et des Cultes sous la monarchie de Juillet (1834-1837) puis pair de France (1839) et conseiller d'État (1852).

## Biographie

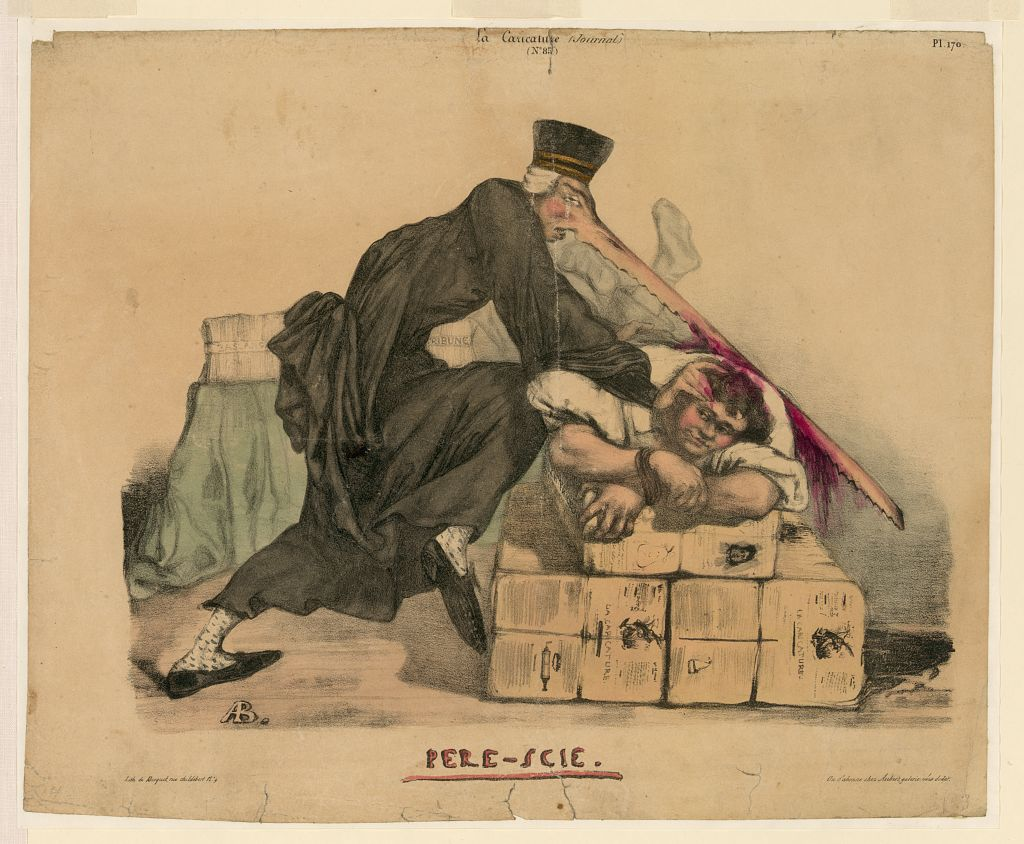
« Père-Scie. »
Caricature par Auguste Bouquet (1832).
Jean-Charles Persil, habillé en magistrat, tente de décapiter le journaliste et dessinateur Charles Philipon à l'aide de son grand nez transformé en lame de scie. Philipon est allongé les mains liées sur une pile d'exemplaires de la revue La Caricature dont il était directeur.

Fils de Jean-Joseph Persil, négociant, et de Marie Denux, Jean-Charles Persil fait son droit à Paris en une année, est reçu docteur l'année suivante (1806) et songe à devenir professeur de droit, mais passe sans succès les concours des facultés de Paris et de Grenoble. Il acquiert cependant une certaine réputation par deux ouvrages qu'il publie : Le régime hypothécaire (1809) et Questions sur les privilèges et les hypothèques (1812). Il s'inscrit au barreau, et devient un avocat renommé.
Sous la Restauration, il prend part aux combats politiques du parti libéral. Il défend son ami Nicolas Bavoux devant la Chambre des pairs. Le 23 juin 1830, il est élu député dans le 2e arrondissement électoral du Gers (Condom). Il proteste contre les ordonnances de Saint-Cloud et fait partie de la délégation qui, autour d'André Dupin, se rend à Neuilly-sur-Seine pour offrir au duc d'Orléans la lieutenance générale du royaume.
Il est nommé procureur général près la cour royale de Paris, ce qui l'amène à se représenter devant ses électeurs : il est réélu député le 8 novembre 1830. Lors des élections générales du 5 juillet 1831, il est élu dans le 4e arrondissement électoral du Gers (Lombez).
En décembre 1830, il est chargé de prononcer le réquisitoire lors du procès des ministres de Charles X.
Tant comme magistrat que comme député, Persil se range résolument du côté du parti de l'ordre et combat avec ardeur les libéraux, si bien que La Fayette disait de lui qu'il est « furieux de modération ». Il poursuivait les clubs, les associations, les journaux républicains, dénonçait des complots, multipliait des procès où, souvent, d'ailleurs, les jurys se montraient plus cléments et relaxaient les prévenus. Cette dureté lui valait les attaques incessantes des journaux satiriques, qui le représentaient fréquemment avec un immense nez en forme de lame de scie et la légende « le Père-Scie ». L'un d'entre eux annonça un jour : « M. Persil est mort pour avoir mangé du perroquet. » Charles Philipon, qu'il poursuivit avec vigueur, prétendait qu'il pouvait « descendre d'un anthropophage ramené par le Capitaine Cook ».
Le 4 avril 1834, Persil est nommé ministre de la Justice et des Cultes dans le premier ministère Soult, en remplacement de Félix Barthe et conserva ces fonctions jusqu'au 22 février 1836 dans les ministères Gérard, Maret, Mortier et Broglie.
Il est réélu député le 15 mai 1834. Lors des élections législatives du 21 juin 1834, il est de nouveau élu dans trois collèges électoraux : le 4e de la Corrèze (Ussel) ; le 2e du Gers (Condom) ; le 4e du Gers (Lombez). Il choisit Condom et est remplacé à Lombez par M. Troy et à Ussel par Camille Périer.
Persil redevient ministre de la Justice dans le premier ministère Molé du 6 septembre 1836 au 15 avril 1837. Il affronte Louis Mathieu Molé qui refuse la dissolution de la Chambre des députés, donne sa démission et, quittant le cabinet avec les doctrinaires, est nommé président de la Commission des monnaies, fonction lucrative et peu absorbante. Mais, entré dans la coalition, il continue de ferrailler contre le président du Conseil qui obtient sa révocation au début de 1839.
Il est réélu député le 4 novembre 1837 puis le 2 mars 1839. Le 25 avril 1839 il publie dans Le Journal des débats une déclaration dans laquelle il annonçait revenir au bercail conservateur : ceci lui valut d'être réintégré dans ses fonctions à l'hôtel des monnaies, nommé pair de France le 7 novembre 1839 et fait grand officier de la Légion d'honneur (24 avril 1845). Jusqu'en 1848, il fut un soutien ponctuel du gouvernement de Louis-Philippe Ier. À la Chambre des pairs, il fut notamment le rapporteur de l'importante loi du 15 juillet 1845 sur la police des chemins de fer.
Après la révolution de 1848, il quitte la vie publique. Il est toutefois nommé conseiller d'État le 31 juillet 1852. Il aurait été aussi sénateur du Second Empire[réf. à confirmer] :
Il meurt en 1870. Il est inhumé au cimetière du Père-Lachaise (50e division).
Il est marié à la cousine germaine du ministre Alfred Deseilligny. La rue Jean-Charles-Persil à Antony perpétue sa mémoire.
Par sa mère née Clémence Persil, le peintre André Dunoyer de Segonzac est le descendant direct de Jean-Charles Persil.

## Œuvres
- Régime hypothécaire, ou commentaire sur le XVIIIe titre du livre III du Code civil, relatif aux privilèges et hypothèques, Paris, chez P. Gueffier, 1809, in-8 (nlle. éd. augmentée 1817, 2 vol. in-8)
- Questions sur les privilèges et hypothèques, saisies immobilières et ordres, faisant suite au Régime hypothécaire ; contenant la solution des difficultés qui se présentent habituellement devant les Tribunaux, ou sur lesquelles l'Auteur a été consulté, Paris, chez P. Gueffier, 1812, 2 vol. in-8 (nlle. éd. 1820)
- Dissertation sur le rétablissement du droit d'aînesse et des substitutions, Paris, Baudouin frères, 1826, in-8
- Lettres de M. Persil, député de l'arrondissement de Condom, aux rédacteurs de ″La Presse″ et des ″Débats″ [à l'occasion de son départ de la Direction générale des monnaies], 1839

## Pour approfondir